# Éderson (ur. 1999)
Éderson José dos Santos Lourenço da Silva (ur. 7 lipca 1999 w Campo Grande) – brazylijski piłkarz występujący na pozycji środkowego lub defensywnego pomocnika, od 2022 roku zawodnik włoskiej Atalanty.